# Voutré
Voutré település Franciaországban, Mayenne megyében. Lakosainak száma 905 fő (2022. január 1.). Voutré Assé-le-Bérenger, Saint-Georges-sur-Erve, Sainte-Suzanne-et-Chammes, Torcé-Viviers-en-Charnie, Rouessé-Vassé és Évron községekkel határos.

## Népesség
A település népessége az elmúlt években az alábbi módon változott:
| Lakosok száma | 1064 | 915  | 819  | 856  | 918  | 913  | 910  | 924  | 930  | 905  |
|               | 1968 | 1982 | 1990 | 2006 | 2013 | 2015 | 2017 | 2019 | 2020 | 2022 |